# Parcs nationaux de Bolivie
Les parcs nationaux de Bolivie sont au nombre  de 13.
Le premier parc national déclaré est le parc national Sajama créé en 1939 et le dernier est le parc national Iñao en 2004.
Les parcs nationaux sont gérés par le Servicio Nacional de Aeras Protegidas (SERNAP).

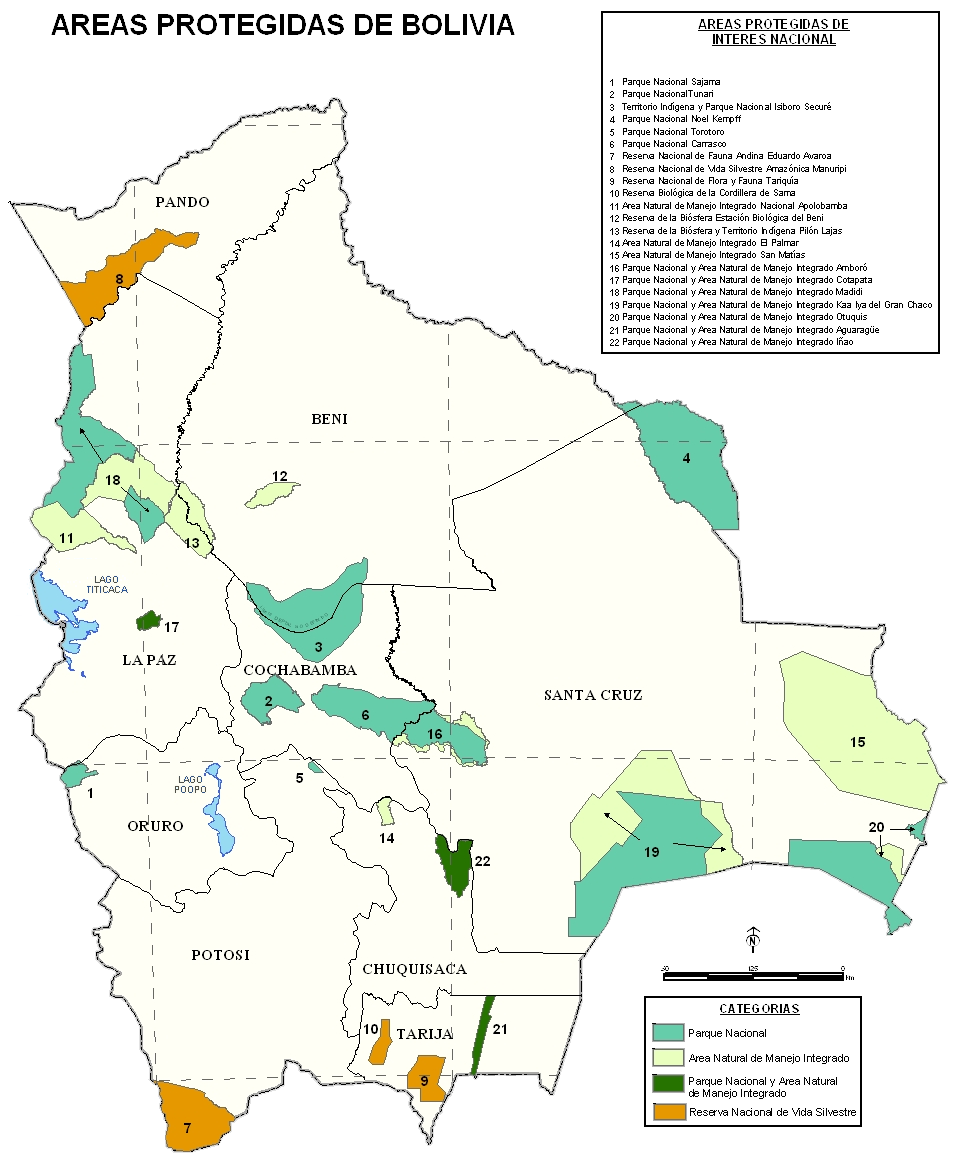
Carte des parcs nationaux et des aires protégées de Bolivie

## Liste
| Parc national                                       | Date de déclaration | Superficie (ha) | Département      |
| --------------------------------------------------- | ------------------- | --------------- | ---------------- |
| Parc national Sajama                                | 2 août 1939         | 100 230         | Oruro            |
| Parc national Tunari                                | 30 mars 1962        | 328 879         | Cochabamba       |
| Territoire indigène et parc national Isiboro-Sécure | 22 novembre 1965    | 1 303 659       | Beni, Cochabamba |
| Parc national Noel Kempff Mercado                   | 28 juin 1979        | 1 523 446       | Santa Cruz       |
| Parc national Torotoro                              | 26 juillet 1989     | 16 837          | Potosí           |
| Parc national Amboró                                | 16 aout 1984        | 637 600         | Santa Cruz       |
| Parc national Carrasco                              | 11 octobre 1991     | 622 600         | Cochabamba       |
| Parc national Cotapata                              | 9 juillet 1993      | 61 266          | La Paz           |
| Parc national Kaa Iya                               | 21 septembre 1995   | 3 467 730       | Santa Cruz       |
| Parc national Madidi                                | 21 septembre 1995   | 1 275 251       | La Paz           |
| Parc national Otuquis                               | 31 juillet 1997     | 903 350         | Santa Cruz       |
| Parc national Aguaragüe                             | 20 avril 2000       | 111 683         | Tarija           |
| Parc national Iñao                                  | 28 mai 2004         | 263 308         | Chuquisaca       |